# دختری از اصفهان
دختری از اصفهان فیلمی به کارگردانی  و نویسندگی گرجی عبادیا محصول سال ۱۳۳۹ است.

## بازیگران
- شهین
- هوشنگ سارنگ
- ممیزان
- ویولت
- منصور والامقام
- مهوش
- رافیک